# Летелье, Мишель (министр)
Мише́ль Летелье́ (фр. Michel Le Tellier; 19 апреля 1603, Париж, Франция — 30 октября 1685, Париж, Франция) — французский государственный деятель, военный министр Людовика XIV. Реформатор французской армии, превративший её в регулярную военную силу, которая послужила образцом для ряда европейских стран.

## Биография

### Гражданско-политическая карьера
В своё время знаменитый кардинал Мазарини сделал Мишеля государственным секретарём. Летелье всегда оставался верным своему покровителю и много содействовал ему при усмирении фронды. Имел обширные связи и занимал столь высокое положение в государственной иерархии при Мазарини, что даже надеялся быть его преемником. Людовик XIV назначил его канцлером и хранителем печати: в этой должности Летелье обнаружил слепую вражду к протестантам и приветствовал отмену нантского эдикта словами Симеона Богоприимца: «Ныне отпущаеши раба твоего», за что Боссюэ осыпает его похвалами.
Провёл несколько военных реформ во французской армии, в связи с чем военный историк Ханс Дельбрюк назвал его «действительным творцом новой военной организации».

Фамильный герб.

Александр Дюма (отец) в своей книге «Луи XIV и его век» характеризует его следующим образом: «Летелье всегда был вежлив и честен, а имея ум быстрый и вкрадчивый, говорил всегда с такой скромностью, что его полагали во всём более сведущим, чем это было на самом деле. Смелый и предприимчивый в государственных делах, твёрдый в исполнении задуманного и неспособный поддаваться страстям, которые всегда мог обуздать, он был верен в житейских отношениях, много обещал, хотя мало делал, и никогда не пренебрегал своими врагами, как бы ничтожны они ни были, а всегда старался поразить их скрытно».
У него был сын, Франсуа-Мишель, маркиз де Лувуа, также военный министр. Официально Франсуа занял его место в 1677 году, когда Мишель Летелье был назначен канцлером Франции.

### Семья и потомки
Известно, что Мишель Летелье был женат на некоей Элиз Тюрпен де Вовредон (фр. Elisabeth Turpin de Vauvredon; ум. 1698), дочери Жана Тюрпена, пэра Вовредона, государственного советника. В этом браке родилось несколько детей:
- Франсуа-Мишель (1641—1691), маркиз де Лувуа — преемник отца на посту французского военного министра (1666—1691);
- Шарль-Морис[англ.] (1642—1710) — архиепископ Реймсский;
- Мадлен (1646—1668). Муж: герцог Луи-Мари-Виктор д’Омон (1632—1704)

## Образ Мишеля Летелье в кинематографе
- Захват власти Людовиком XIV / La prise de pouvoir par Louis XIV (Франция; 1966) режиссёр Роберто Росселлини, в роли Летелье — Фернан Фабр.